# Johnson Creek, Wisconsin
Johnson Creek là một làng thuộc quận Jefferson, tiểu bang Wisconsin, Hoa Kỳ. Năm 2006, dân số của làng này là 1581 người.